# Simimyidae
Simimyidae é uma família extinta de roedores do Eoceno da América do Norte. Representam miomorfos primitivos, com uma avançada fórmula dental semelhante aos muróideos (1.0.0.3/1.0.0.3) e um crânio histricomofo semelhante os dipodóideos. Conseqüentemente, a posição filogenética da família Simimyidae é incerta, sendo posicionada em ambas as superfamílias Muroidea e Dipodoidea. McKenna e Bell (1997) assinalaram a família entre os Muroidea, numa posição basal.

## Classificação
Família Simimyidae Wood, 1980
- Gênero Simimys Wilson, 1935 [Eoceno Médio]
  - Simimys simplex (Wilson, 1935)
  - Simimys landeri Kelly, 1992
- Gênero Nonomys Emry e Dawson, 1973 [Eoceno Superior]
  - Nonomys simplicidens (Emry e Dawson, 1972)